# 2009 FIS 스노보드 세계 선수권 대회
2009년 FIS 스노보드 세계 선수권 대회는 1월 15일에서 25일에 걸쳐 대한민국 강원도 현대성우 리조트에서 열렸다.